# Joelma Sousa
Joelma Sousa, född 13 juli 1984, är en friidrottare från Brasilien. Hon deltog vid olympiska sommarspelen 2012 och olympiska sommarspelen 2016.